# Brudzew
Brudzew è un comune rurale polacco del distretto di Turek, nel voivodato della Grande Polonia.
Ricopre una superficie di 112,72 km² e nel 2004 contava 6 147 abitanti.